# Glyphidops durus
Glyphidops durus är en tvåvingeart som först beskrevs av Cresson 1926.  Glyphidops durus ingår i släktet Glyphidops och familjen Neriidae. Inga underarter finns listade i Catalogue of Life.